# Scène de vie
Albums de Patricia Kaas
Mademoiselle chante...
(1988) Carnets de scène
(1991)
Singles
1. Les hommes qui passent
Sortie : avril 1990
2. Les Mannequins d'osier
Sortie : septembre 1990
3. Kennedy Rose
Sortie : janvier 1991
4. Regarde les riches
Sortie : juin 1991

Scène de vie est le deuxième album studio de Patricia Kaas, sorti en 1990.

## Liste des titres
| No  | Titre                                       | Paroles                     | Musique                     | Arrangements                                       | Durée |
| --- | ------------------------------------------- | --------------------------- | --------------------------- | -------------------------------------------------- | ----- |
| 1.  | Générique (Thème Montmajour) (instrumental) |                             | François Bernheim           | Thierry Durbet                                     | 1:00  |
| 2.  | Les mannequins d'osier                      | Didier Barbelivien          | F. Bernheim                 | T. Durbet                                          | 3:51  |
| 3.  | L'heure du Jazz                             | Jean-François Collo         | D. Barbelivien, F. Bernheim | Jean-Yves D'Angelo, Kamil Rustam                   | 3:59  |
| 4.  | Où vont les cœurs brisés ?                  | Thierry Delianis            | Charles France              | Claude Samard                                      | 3:22  |
| 5.  | Regarde les riches                          | D. Barbelivien, F. Bernheim | D. Barbelivien              | C. Samard                                          | 3:41  |
| 6.  | Les hommes qui passent                      | D. Barbelivien              | F. Bernheim                 | J.Y. D'Angelo, K. Rustam                           | 3:46  |
| 7.  | Bessie                                      | Pierre Grosz                | Franck Langolff             | Bertrand Châtenet, Franck Langolff, Philippe Osman | 4:07  |
| 8.  | Tropic Blues Bar                            | Joëlle Kopf                 | Jerry Lipkins               | C. Samard                                          | 4:00  |
| 9.  | À l'enterrement de Sidney Bechet            | D. Barbelivien              | F. Bernheim                 | J.Y. D'Angelo, K. Rustam                           | 3:07  |
| 10. | Kennedy Rose                                | Élisabeth Depardieu         | D. Barbelivien, F. Bernheim | J.Y. D'Angelo, K. Rustam                           | 3:21  |
| 11. | Une dernière semaine à New York             | D. Barbelivien              | F. Bernheim                 | T. Durbet                                          | 3:04  |
| 12. | Patou Blues                                 | D. Barbelivien              | F. Bernheim                 | C. Samard                                          | 3:51  |
| 13. | Générique (Thème Montmajour) (orchestral)   |                             | F. Bernheim                 | T. Durbet                                          | 1:00  |

## Crédits[1]
- Antonietti, Pascault & Associés - design
- Slim Batteux - chœurs
- François Bernheim - chœurs
- Patrick Bourgoin - saxophone
- Ann Calvert - chœurs
- André Ceccarelli - batterie
- Jean-Paul Céléa - contrebasse
- Bertrand Châtenet - arrangeur, ingénieur son, producteur
- Jean-Yves D'Angelo - arrangeur, orgue, piano
- Guy Delacroix - basse
- Alain Duplantier - photographie
- Thierry Durbet - arrangeur
- Bruno Fourrier - ingénieur son
- Pierre Gossez - saxophone soprano
- Jérôme Gueguen - piano, synthétiseur
- Bruno Lambert - ingénieur son, mixage
- Franck Langolff - arrangeur, producteur
- Renaud Letang - assistant ingénieur son
- Sophie Masson - assistant ingénieur son
- Jacques Mercier - chœurs
- Jean-Jacques Milteau - harmonica
- Philippe Osman - arrangeur, guitare, programmation, producteur, synthétiseur
- André Perriat - mastering
- Cyril Prieur - management
- Jacques Romensky - assistant ingénieur son & mixage
- Serge Roux - saxophone
- Tony Russo - trompette
- Kamil Rustam - arrangeur, guitare
- Claude Salmiéri - batterie
- Claude Samard - arrangeur, guitare
- Jean-Jacques Souplet - producteur
- Richard Walter - management

## Certifications et ventes
| Pays                      | Certification | Équivalence/Ventes |
| ------------------------- | ------------- | ------------------ |
| Allemagne (BVMI)          | Or            | 250,000            |
| Autriche                  | ---           | 90,000             |
| Belgique (BEA)            | Platine       | 50,000             |
| Canada (Music Canada)     | Platine       | 100,000            |
| États-Unis                | ---           | 25,000             |
| France (SNEP)             | Diamant       | 1,000,000          |
| Japon                     | ---           | 25,000             |
| Russie                    | ---           | 300,000            |
| Suisse (IFPI Switzerland) | 2x Platine    | 100,000            |
| Résumés                   |               |                    |
| International             | ---           | 2,230,000          |